# 168698 Robpickman
168698 Robpickman è un asteroide della fascia principale. Scoperto nel 2000, presenta un'orbita caratterizzata da un semiasse maggiore pari a 2,7541990 UA e da un'eccentricità di 0,0950273, inclinata di 3,63316° rispetto all'eclittica.